# 始爪獸科
始爪獸科（學名Eomoropidae）是一科奇蹄目。牠們是已滅絕的爪獸科的近親，不單外觀相似，更有可能是其直接祖先。牠們的體型較為細小，只有羊的大小。牠們的腳上有爪。始爪獸科很有可能是爪獸總科內的並系群。